# Aprionus trunculus
Aprionus trunculus är en tvåvingeart som beskrevs av Boris Mamaev 1998. Aprionus trunculus ingår i släktet Aprionus och familjen gallmyggor. Inga underarter finns listade i Catalogue of Life.